# Hillbilly

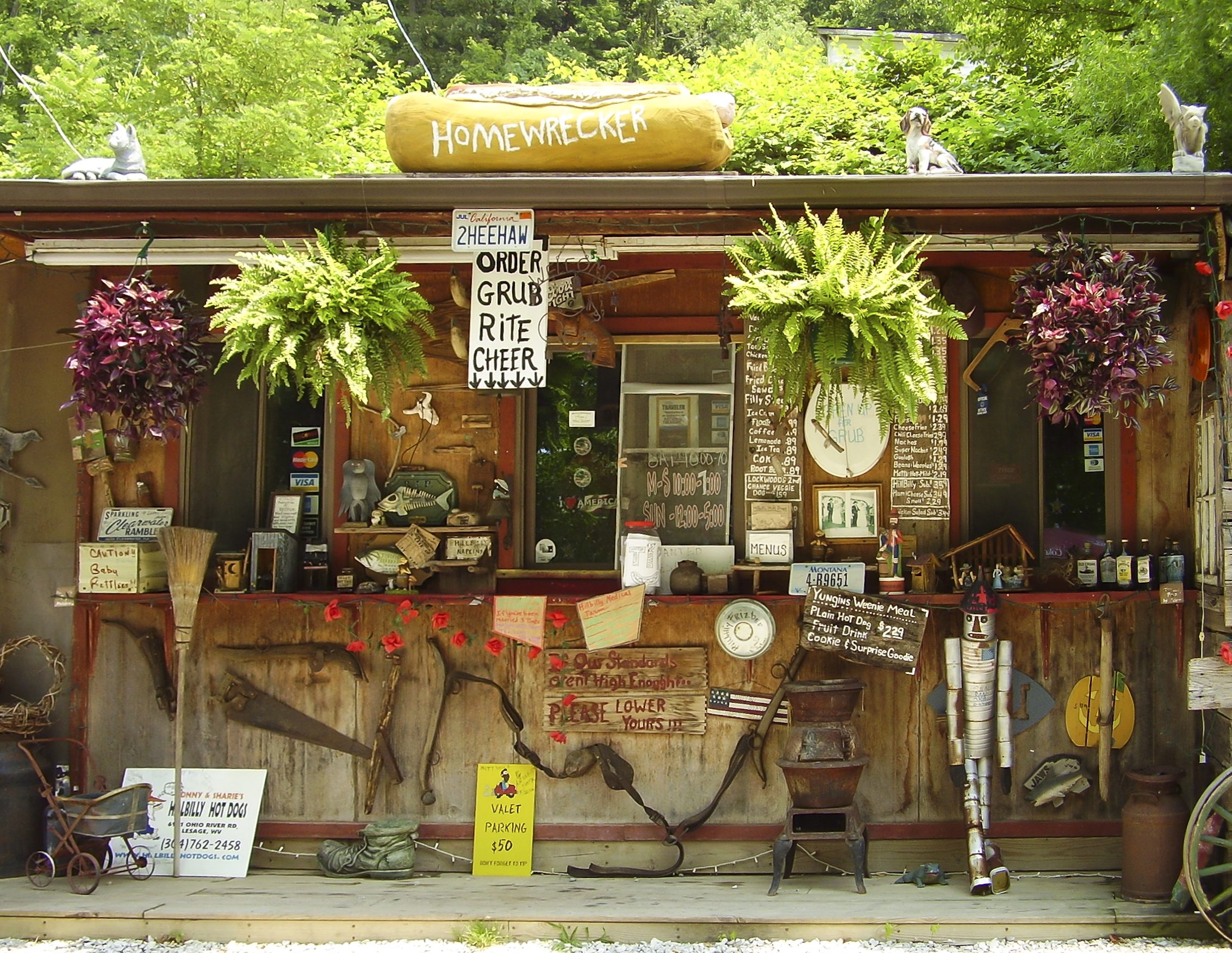
Lanchonete ao estilo Hillbilly

Hillbilly é um termo em inglês que se refere às pessoas que residem em regiões rurais e montanhosas dos Estados Unidos, principalmente nas Apalaches e Ozarks. O termo é considerado pejorativo e preconceituoso.

## Etimologia
O termo "hillbilly" é de origem escocesa. Na Escócia, o termo "hill-folk" se referia a pessoas que optavam se isolar da sociedade, e "billy" significava "camarada" ou "companheiro". As palavras "hill-folk" e "billie" foram combinadas e aplicadas aos apoiadores de Richard Cameron que seguiram seus ensinamentos presbiterianos. Estes religiosos escoceses fugiram para as colinas do sul da Escócia no final do século XVII para evitar perseguição religiosa.
Muitos dos primeiros colonos das Treze Colônias eram da Escócia e da Irlanda do Norte e eram seguidores de Guilherme III de Inglaterra, o rei protestante da Inglaterra. Na Irlanda do século XVII, durante a Guerra Williamita, os apoiadores protestantes de Guilherme III eram chamados de "Billy's Boys" porque 'Billy' é um diminutivo de 'William' (nome comum em todas as Ilhas Britânicas). Com o tempo, o termo hillbilly tornou-se sinônimo dos Williamitas que se estabeleceram nas colinas da América do Norte.